# Dansk Søvn-Apnø Forening
Dansk Søvn-Apnø Forening er en privat forening stiftet 23. september 1997 med det formål at fremme kendskabet til lidelsen eller sygdommen søvnapnø samt at arbejde til fordel for mennesker, der er ramt af søvnapnø eller dermed beslægtede sygdomme. 
Foreningen arrangerer medlemsmøder med information om sygdommen samt om behandling heraf. Derudover udgiver foreningen nyhedsbladet Søvn-Apnø Nyt.